# 恩寵園
恩寵園（おんちょうえん）は千葉県船橋市薬円台にある児童養護施設である。施設の敷地は4,400m2に及ぶ。

## 沿革
1946年、戦災孤児のための施設として開設され、1952年社会福祉法人恩寵園が認可され、児童福祉法に基づく児童養護施設となる。

1995年、園内での児童虐待が表面化。2000年には園長を含む全理事が辞職し、園の運営は新体制に移行した。元園長と虐待に加わっていた職員は逮捕・起訴された。
2003年、新園舎竣工。2008年、表記を「おんちょう園」に改称した。

## 所在地
千葉県船橋市薬円台4-6-2
船橋市立薬園台小学校の裏門から1分以内。